# Jerry Wexler
Gerald "Jerry" Wexler (Ciutat de Nova York, 1917 - Sarasota, Estats Units, 2008) fou un periodista musical convertit en un dels productors més influents de la música estatunidenca.

## Biografia
Nascut el 10 de gener de 1917 a Ciutat de Nova York en el si d'una família jueva, va passar la seva infància al Bronx de Nova York i va començar a estudiar en la Universitat de l'Estat de Kansas (Kansas State University) fins que va ser reclutat per l'Armada dels Estats Units durant la Segona Guerra Mundial.
Després de la guerra, va tornar a la universitat on estudiava des de 1936. Després de graduar-se, va entrar a treballar a Broadcast Music, Inc. (BMI) i a Metro-Goldwyn-Mayer (MGM). El 1953 va passar a ser un dels socis del segell discogràfic Atlantic Records.
Al cap de poc va començar a gravar amb Ray Charles, The Drifters i Ruth Brown. Al costat de Ahmet Ertegün i Nesuhi Ertegün va aconseguir fer d'Atlantic Records un dels gegants de la indústria musical del seu temps.
El 1967 va ser guardonat com a Productor de l'Any pel seu treball amb Aretha Franklin. Durant la dècada de 1960, la seva gran estrella va ser Aretha Franklin, però també va treballar amb altres importants representants del soul com Wilson Pickett. Va crear un destacat equip amb la discogràfica Stax, igual que amb The Muscle Shoals.
A principis de la dècada de 1980 va començar a gravar amb algunes estrelles del pop britànic com George Michael.
Per tota la seva carrera i el treball realitzat amb innombrables artistes de diversos gèneres ha estat inclòs dins del Rock and Roll Hall of Fame.
Wexler morí el 15 d'agost de 2008 a la casa que tenia a Sarasota, a l'estat de Florida, degut a una aturada cardíaca. Anys abans de la seva mort, quan un director cinematogràfic li va preguntar què desitjava que posés al seu epitafi, ell va respondre "Two words: More bass" (en català, "Dues paraules: Més baix").